# Der kleine Bettelmusikant
Der kleine Bettelmusikant ist ein US-amerikanisches Filmdrama aus dem Jahr 1923 von E. Mason Hopper mit Jackie Coogan in der Hauptrolle. Der Film wurde von Associated First National Pictures in den Verleih gebracht.

## Handlung

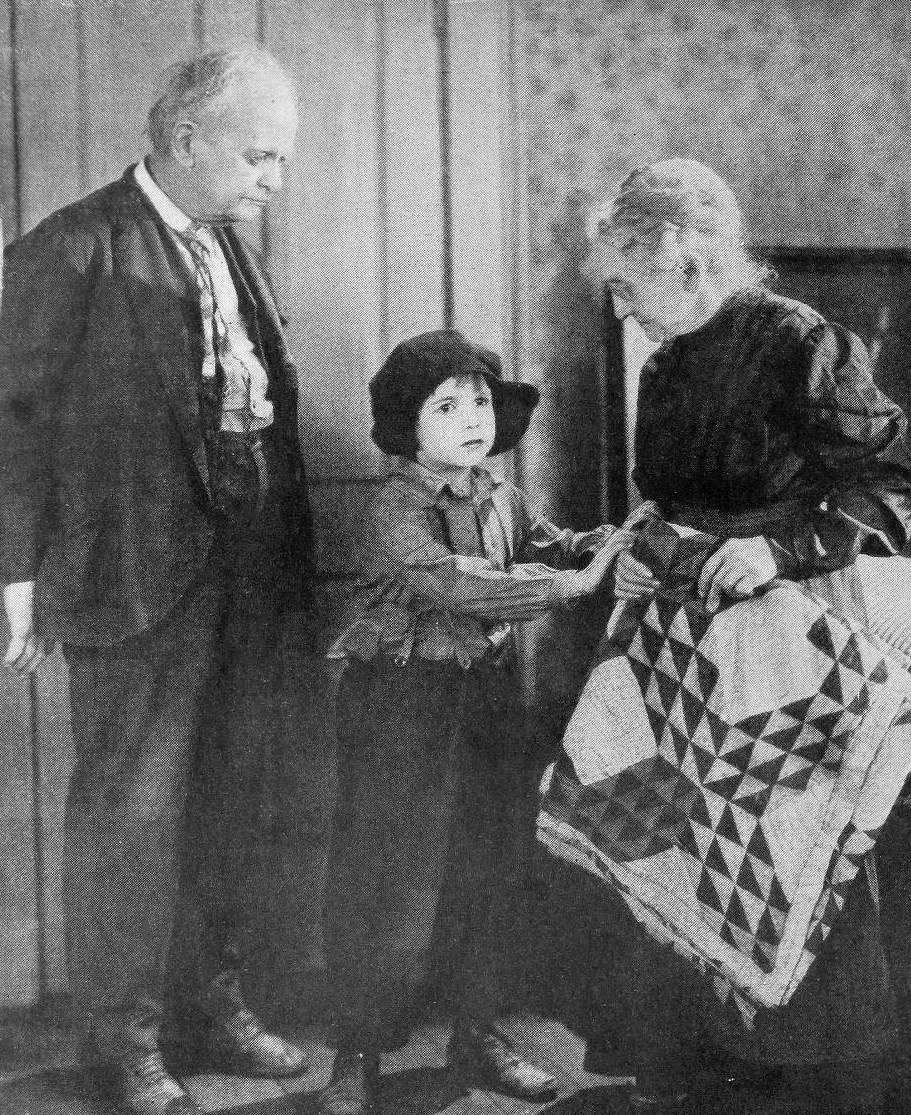
Szenenfoto mit Bert Woodruff (l.), Jackie Coogan und Anna Townsend

Paul Savelli, ein Geigenlehrer mit großem musikalischen Talent, unterrichtet Musik und tritt auf, um den Lebensunterhalt für seine Familie zu verdienen. Helene, seine Frau, betrachtet die Liebe ihres Mannes zur Musik als Konkurrenz um seine Zuneigung. Sie glaubt, dass Pauls Aufmerksamkeit für seine Schüler und die Bewunderung, die er nach einer Aufführung erhält, ihn von ihrer Ehe abbringen, also verlässt sie das Haus mit ihrem kleinen Sohn Jackie. Paul versucht, seine Familie zu finden, aber es gibt keine Spur von ihnen. Helene bringt Jackie zum Landhaus der Freunde ihrer Eltern, den Holdens. Jackie führt ein glückliches Leben auf der Farm, weiß aber nichts über seinen Vater. Der Junge entdeckt im Besitz seiner Mutter eine alte Geige und versucht, darauf zu spielen, obwohl es seine Mutter traurig macht. Dennoch ist der Junge entschlossen, das Instrument zu meistern. 

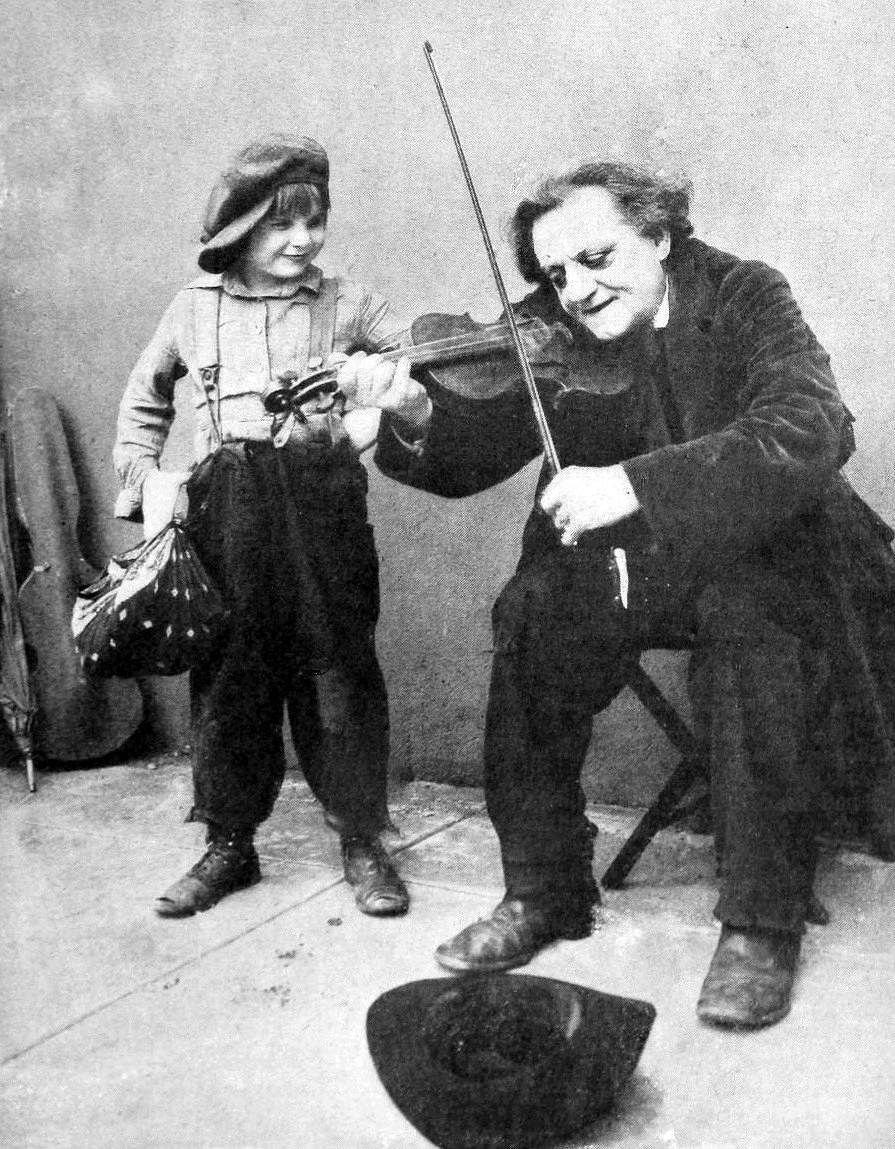
Jackie Coogan und Cesare Gravina

Nach dem Tod seiner Mutter, als Jackie acht Jahre alt geworden ist, lebt er weiterhin bei den Holdens. Als der Junge bemerkt, dass das ältere Paar mit den Ausgaben zu kämpfen hat, versucht er, einen Weg zu finden, ihnen das Leben zu erleichtern. Jackie erinnert sich an einen Lehrer in der Schule, der sagte, dass er, obwohl er nie Musikunterricht hatte, gut genug Geige spielte, um damit gut leben zu können. Er packt seine Geige und ein Bild seiner Mutter ein und macht sich zu Fuß auf den Weg nach New York City, um dort sein Glück zu versuchen. Jackie verdient etwas Geld, indem er in den Städten spielt, in denen er auf seinem Weg Halt macht. Als er an einer Straßenecke in New York wunderbare Violinmusik hört, entdeckt er einen älteren Herrn namens Cesare Gallo, der dort für ein paar Cent spielt. Cesare spürt sofort, dass Jackie ganz allein in der großen Stadt ist und nimmt den Jungen mit nach Hause. Jackie erzählt Cesare von seiner Mutter und den Holdens und Cesare erzählt ihm von den großartigen Violinisten, die er gekannt hatte. Cesare lässt Jackie Fingerübungen und Tonleitern üben, die beiden Musiker spielen tagsüber zusammen auf der Straße und gehen jeden Abend zusammen nach Hause. Als Cesare erfährt, dass einer seiner ehemaligen Schüler, der heute ein bekannter und erfolgreicher Violinist ist, in New York auftreten wird, gelingt es ihm, zwei Karten für den zweiten Balkon für sich und den Jungen zu kaufen. Dort genießen die beiden die Vorstellung. Nach der Vorstellung bringt Cesare Jackie zum Bühneneingang, um seinen alten Schüler zu treffen. Als der Musiker hinausgeht, sieht er nur die ausgestreckte Hand von Cesare und nicht sein Gesicht. Da er ihn für einen Bettler hält, gibt er ihm eine Münze. Cesare seinerseits glaubt, dass er abgewiesen wurde und wird sehr wütend. Jackie schafft es, ihn nach Hause zu bringen und erkennt, dass sein Freund die Pflege eines Arztes braucht.

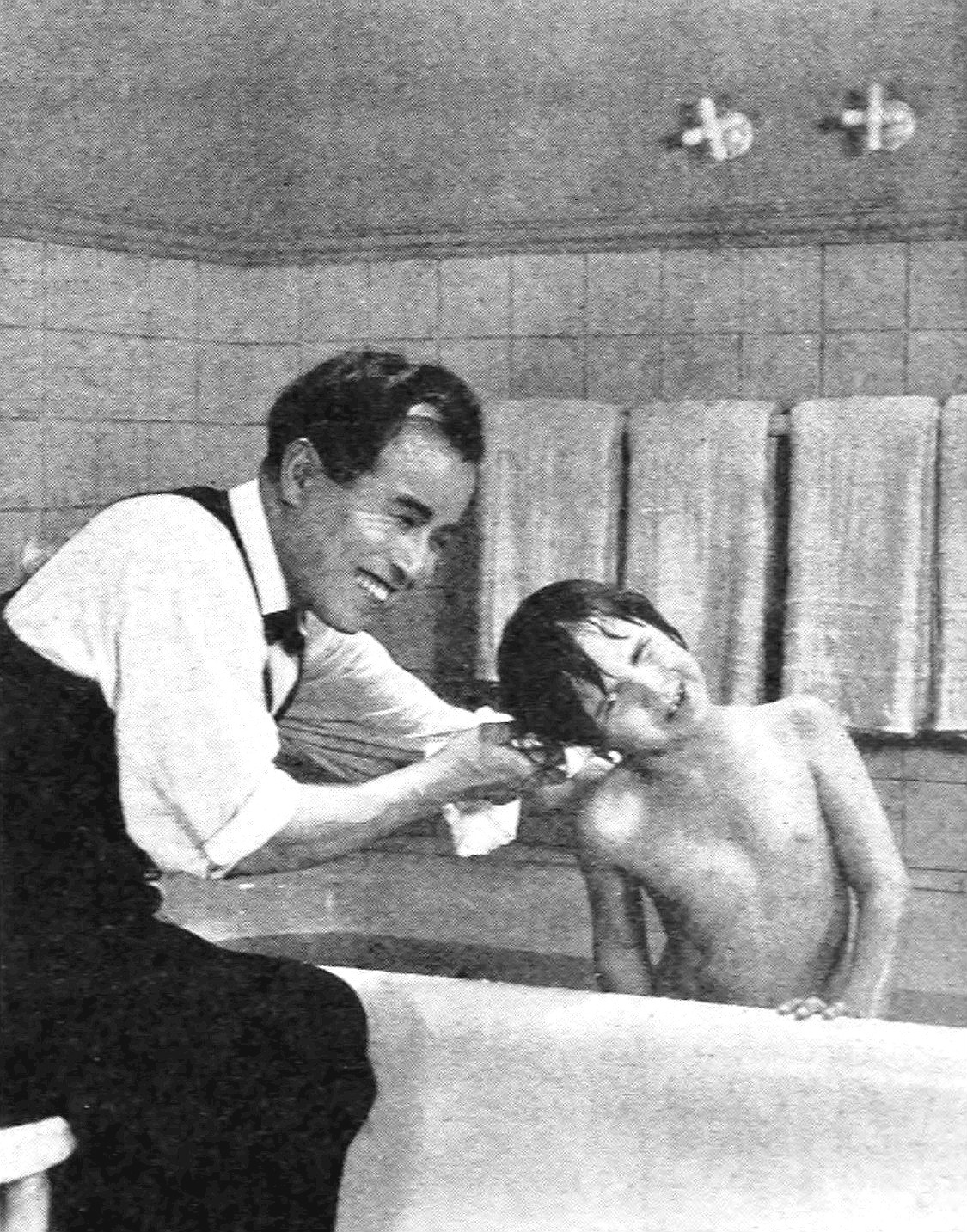
Jackie wird von Pauls Diener Valet (George Kuwa) gebadet

Der Junge macht sich auf den Weg, um genug Geld für Cesares Arztbesuch zu verdienen. Er nimmt seine Geige und beginnt, vor dem Theater, in dem der große Violinist auftrat, für ein paar Cent zu spielen. Als der Musiker zur zweiten Vorstellung des Abends kommt, lässt ihn sein geschultes Gehör aus seinem Auto steigen, um Jackie spielen zu hören. Er beginnt, dem Jungen Fragen zu stellen, und Jackie sagt ihm, er spiele, um genug Geld zu verdienen, um einen Arzt zu bezahlen, der zu ihm nach Hause käme, um Cesare zu behandeln, der sehr krank sei. Dann erklärt er, er und Cesare seien vorhin am Bühneneingang gewesen und der Musiker habe seinen alten Lehrer nicht erkannt. Der Musiker bittet darum, zu Cesare gebracht zu werden, der im Sterben liegt. Bevor er stirbt, erkennt Cesare, dass sein alter Schüler ihn nicht vergessen hat. Er bittet den Musiker, Jackie zu nehmen und auf ihn aufzupassen. Da sein zweiter Auftritt abgesagt wurde, nimmt der Musiker den kleinen Jungen mit zu sich nach Hause. Als der Junge im Schlafzimmer des Musikers zu Bett gebracht wird, sieht er auf der Kommode des Mannes ein Bild einer Frau und ruft aus, es sei ein Foto seiner Mutter. Jackie greift in seine Tasche und holt das Foto seiner Mutter heraus. Es ist eine identische Kopie. Der Musiker ist Paul Savelli, sein Vater, der ihn glücklich in die Arme schließt. Kurz darauf kaufen er und sein Vater die alte Farm für die Holdens.

## Hintergrund
Gedreht wurde der Film im August 1922.
Das Drehbuch wurde von Jackie Coogans Eltern geschrieben.

## Veröffentlichung
Die Premiere des Films fand am 26. März 1923 statt. Im Mai 1924 kam er im Deutschen Reich in die Kinos.